# IKCO Arisun
Der IKCO Arisun ist ein Pick-up des iranischen Herstellers Iran Khodro auf der Plattform des Paykan mit Karosserieteilen des Peugeot 405.

## Hintergrund
Auf Grund von internationalen Sanktionen gegen den Iran wegen des iranischen Atomprogramms verließen viele Autobauer das Land. Deswegen werden auch heutzutage noch viele Fahrzeuge dort in Lizenz auf Basis alter Baureihen produziert. Die französischen Hersteller Peugeot und Renault verhalten sich dabei anders, da sie in den USA keine Autos verkaufen und daher von möglichen Strafzöllen für den Import in die USA nicht betroffen wären.

## Geschichte
Das Fahrzeug wird auf dem iranischen Heimatmarkt seit 2015 gebaut. Es ist nur mit einer Einzelkabine erhältlich. Die Ladefläche beträgt 2,4 m². Das Armaturenbrett wurde im Vergleich zum Peugeot 405 neu gestaltet. Eine überarbeitete Version ist seit 2022 erhältlich.

## Technische Daten
Angetrieben wird der Arisun von einem 1,7-Liter-Ottomotor, der auch mit Erdgas (CNG) betrieben werden kann. Die überarbeitete Version hat einen 1,8-Liter-Ottomotor.
|                            | Arisun                                                   |                                                          |
| Motorkenndaten             |                                                          |                                                          |
| Bauzeitraum                | 2015–2022                                                | seit 2022                                                |
| Motortyp                   | R4-Ottomotor                                             | R4-Ottomotor                                             |
| Motoraufladung             | —                                                        | —                                                        |
| Hubraum                    | 1696 cm³                                                 | 1761 cm³                                                 |
| Verdichtungsverhältnis     | 10,5 : 1                                                 | 9,3 : 1                                                  |
| max. Leistung bei min−1    | 63 kW (86 PS) / 5250 (CNG-Betrieb: 54 kW (73 PS) / 5250) | 72 kW (98 PS) / 5500 (CNG-Betrieb: 72 kW (98 PS) / 5500) |
| max. Drehmoment bei min−1  | 140 Nm / 3000 (CNG-Betrieb: 128 Nm / 3000)               | 146 Nm / 4500 (CNG-Betrieb: 137 Nm / 4500)               |
| Kraftübertragung           |                                                          |                                                          |
| Antrieb                    | Hinterradantrieb                                         | Hinterradantrieb                                         |
| Getriebe                   | 5-Gang-Schaltgetriebe                                    | 5-Gang-Schaltgetriebe                                    |
| Messwerte                  |                                                          |                                                          |
| Höchstgeschwindigkeit      | 160 km/h                                                 | 170 km/h                                                 |
| Beschleunigung, 0–100 km/h | 12,7 s                                                   | 13,8 s                                                   |